# Philip Snowden
Pour les articles homonymes, voir Snowden.
Philip Snowden (18 juillet 1864 - 15 mai 1937), 1er vicomte Snowden, est un homme politique britannique. Excellent orateur, il se fait connaître des milieux syndicaux pour sa dénonciation du capitalisme comme doctrine immorale, et ses évocations d'une société socialiste. Il est le premier Chancelier de l'Échiquier travailliste, fonction qu'il exerce en 1924, puis entre 1929 et 1931. Il rompt avec la doctrine des travaillistes pour entrer dans un gouvernement d'union nationale en 1931, et est expulsé du parti et dénoncé comme renégat. Neville Chamberlain lui succède aux finances.

## Jeunesse (1864–1906)
Snowden est né à Cowling dans le West Riding of Yorkshire. Son père, John Snowden, était tisserand : d'abord partisan du Chartisme, il évolua comme libéral à la Gladstone. Snowden écrira plus tard dans son autobiographie: « J'ai grandi dans cette atmosphère républicaine, et c'est alors que je me suis imprégné des principes politiques et sociaux que j'ai défendus depuis. » Quoique ses parents et ses sœurs fussent employées par la filature d'Ickornshaw, il put fréquenter l'internat local où l’instituteur lui donnait des cours supplémentaires de français et de latin, afin qu'il puisse faire fonction de répétiteur. À 15 ans, il devint employé d'assurance à Burnley. Au cours de sept ans dans cet emploi, il prépara et réussit le concours de recrutement du Trésor; en 1886, il fut affecté comme stagiaire au bureau d'enregistrement des droits d'accise de Liverpool. Snowden occupa ensuite d'autres postes en Écosse puis dans le Devon.
Au mois d'août 1891, Snowden fit une grave chute de vélo dans le Devon et resta paralysé des membres inférieurs. En l'espace de deux ans, il se rééduqua à la marche à l'aide de béquilles. Durant les deux années de sa convalescence, son poste de fonctionnaire du Trésor avait été préservé pour lui ; mais compte tenu de son état, il décida de démissionner. C'est au cours des loisirs forcés de sa convalescence, chez sa mère à Cowling, qu'il se mit à étudier la doctrine et l'histoire du Socialisme.
Snowden adhéra au Parti Libéral, et en abstinent total, poursuivit dans la voie tracée par ses parents méthodistes. En 1893, dans la mouvance de la création de l'Independent Labour Party (ILP) dans la ville voisine de Bradford, on lui demanda de prononcer un discours pour le Cowling Liberal Club à propos des dangers du socialisme. En faisant des recherches pour son allocution, Snowden se convertit véritablement à cette idéologie. Il finit par rejoindre la commission exécutive de l'ILP de Keighley en 1899, et présida ce parti de 1903 à 1906. Il s'en imposa comme l'un des plus talentueux orateurs, et en 1903 écrivit avec Keir Hardie un manifeste dans la veine du Christianisme social, The Christ that is to Be, qui eut quelque succès. Un ton poignant, ponctué de données statistiques pertinentes et de morale chrétienne, opposaient le régime capitaliste au bien-être moral et économique du socialisme à venir. Il taxa de « vampires et parasites » des cadres de l'entreprise locale de textiles. En 1898, il lança le Keighley Labour Journal, où il s'en prenait au gaspillage, à la mesquinerie et à la corruption ; mais il négligeait les priorités des syndicats, qu'il trouvait trop conservateurs et obnubilés par le niveau des salaires. Dès 1902, il avait déplacé son QG de campagne à Leeds et fit une tournée en Grande-Bretagne, donnant des conférences contre la corruption, et disposant de sa propre rubrique dans de nombreux journaux ouvriers. À son élection comme député travailliste de Blackburn en 1906, c'était déjà un dirigeant socialiste de stature nationale, comme Keir Hardie, le Pr. Arnold Lupton ou Ramsay MacDonald,.
Snowden épousa en 1905 une militante du droit de vote des femmes, Ethel Annakin (en). Il militait pour  les idéaux politiques de sa femme, et devint un orateur remarqué lors des meetings de suffragettes.

## Député (1906–1924)
Snowden se présenta sans succès comme candidat à Wakefield dans le Yorkshire de l'Ouest à une élection partielle en mars 1902, où il obtint 40 % des votes.
En 1906, il fut élu député travailliste de Blackburn. Il continua d'écrire des articles et de donner des conférences, mais préconisait désormais des mesures plus radicales que celles appliquées par les Libéraux au pouvoir. Il rédigea même en 1909 son propre projet de budget pour contrer le People's Budget de David Lloyd George.
Snowden était en Australie pour une tournée mondiale de conférences lorsque la Première Guerre mondiale éclata au mois d'août 1914 ; il ne rentra en Grande-Bretagne qu'en février 1915. Ce n'était nullement un pacifiste, mais il désapprouvait les recrutements dans l'armée, et fit campagne contre la conscription. Ses prises de positions déchaînèrent l'animosité parmi les citoyens et il perdit son siège de député aux élections de 1918. En 1922, il fut élu député de la Colne Valley.

## Premier mandat de chancelier de l'Échiquier (1924)
À la nomination de Ramsay MacDonald au poste de Premier Ministre en janvier 1924, Snowden devint le premier élu travailliste à devenir Chancelier de l'Échiquier et à prêter serment devant le Conseil privé.
Snowden modéra les taxes sur le thé, le café, le cacao, la chicorée et le sucre, il réduisit les dépenses d'armement et subventionna le logement social ; il n'alla toutefois pas jusqu'à mettre en place l’impôt sur la fortune. Snowden concéda que la baisse des taxes sur les denrées consommées par les ouvriers « était loin de combler le désir ultime de déjeuner gratuit. » Il était profondément convaincu de la valeur d'exemple d'un budget équilibré, d'une gestion rigoureuse et du souci de la dépense. Quoique conscient de la menace que faisait peser le chômage, il remit à plus tard les mesures d'aide par crainte d’accroître le déficit de la Balance des paiements. A. J. P. Taylor déclara de sa prudente gestion qu’elle « aurait réchauffé le cœur de Gladstone. »
Snowden budgéta d'emblée 38 millions de sterlings pour la baisse de la TVA, les pensions des veuves et l’abaissement de l'âge de la retraite à 65 ans, mais il n'eut le temps d'appliquer que la première de ces mesures.
Bien qu'il eût présidé le parti des libéraux indépendants une seconde fois (de 1917 à 1920), Snowden quitta ce parti en 1927, conscient qu'il « dérivait de plus en plus ... du socialisme évolutionniste vers le socialisme révolutionnaire. » De plus, il était opposé aux idées keynésiennes, en ce qu'elles justifiaient le déficit, qu'il estimait immoral, et les critiqua dans le programme électoral des Libéraux pour les élections générales de 1929, intitulé We can Conquer Unemployment.

## Retour aux affaires (1929–1931)
Snowden fut de nouveau nommé ministre des Finances au retour aux affaires des Travaillistes, majoritaires aux élections générales en 1929. Sa pensée économique était alors davantage de stricte obédience Libérale que socialiste. Son biographe officiel K. Laybourn écrit à ce sujet qu’« il avait été élevé dans un climat qui considérait l’endettement comme un péché et le libre échange comme un ingrédient essentiel à la prospérité ».
Beaucoup le considéraient alors comme le principal obstacle à la politique gouvernementale de faire front à la crise économique par une politique économique sociale, et comme le principal opposant à la mise en place de barrières protectionnistes. Le gouvernement implosa finalement par suite de désaccords persistants sur le déficit du budget et le refus d’une importante minorité de ministres, d'avaliser la diminution des indemnités de chômage.
Snowden conserva son poste de chancelier de l’Échiquier sous le Gouvernement d'union nationale de 1931. C'est pourquoi, considéré comme un renégat, il fut expulsé du parti avec MacDonald et James Henry Thomas. Dans une interview à la BBC du 16 octobre 1931, il taxa les politiques travaillistes de « bolchevisme déchaîné » (Bolshevism run mad) et leur opposa son propre « Socialisme sain et progressif. » Il décida de ne pas se représenter aux élections législatives de novembre 1931. Au terme de ce scrutin, le nombre de sièges du parti travailliste s'effondra, passant de 288 à 52. La même année, Snowden fut opéré de la prostate : de ce moment, sa santé commença à décliner et il ne se déplaçait plus qu'avec difficulté.

## Dernières années (1931-1937)

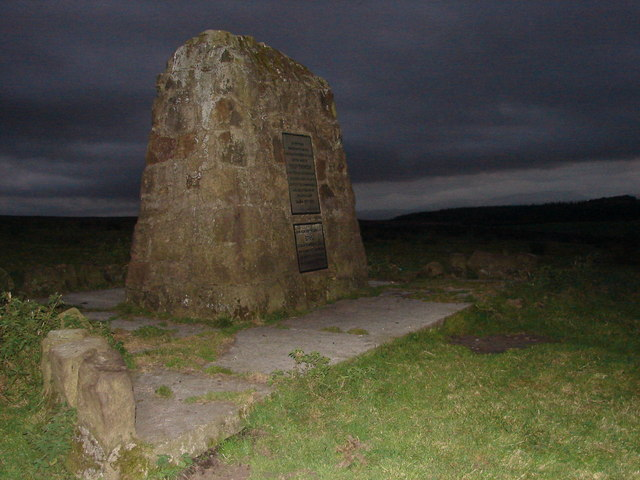
Cairn dédié à Philip Snowden

Snowden écrivit alors une autobiographie, où il met en cause MacDonald. Aux Élections générales de 1935, Snowden soutint le programme de relance de Lloyd George (Lloyd George's New Deal), bien qu'il fût à l'opposé de ses propres politiques libérales passées : Snowden prétendit qu'il ne faisait que revenir à ses premières idées, lesquelles étaient « temporairement inapplicables » au cours de la crise de 1931, car une « nécessité nationale » exigeait des coupes sombres dans les dépenses publiques.
Lord Snowden mourut d'une crise cardiaque à son manoir d'Eden Lodge, Tilford, dans le Surrey, le 15 mai 1937, âgé de 72 ans. Ses cendres furent dispersées dans l'étang de Cowling Moor près d'Ickornshaw. Sa bibliothèque  et ses archives ont été légués par sa veuve à la bibliothèque municipale de Keighley. Un cairn a été dressé à sa mémoire dans les marais d'Ickornshaw Moor en 1938.
Son titre de vicomte n'a pas été reconduit. Lady Snowden est morte en février 1951, âgée de 69 ans.

## Jugements et opinions
Les politologues keynésiens, en particulier Skidelsky, ont reproché à Snowden et MacDonald de s'être laissés abuser par l’École classique, attachée aveuglément à l'équilibre de la balance budgétaire, à la valeur de la monnaie, à l'étalon-or et au libre échange. Malgré tout, les historiens, après la perte de faveur du keynésianisme au début des années 1970, ont nuancé leurs jugements sur l'action de Snowden. McKibbin reconnaît que les marges de manœuvre du gouvernement étaient très limitées en 1929-31, et qu'il a sans doute fait de son mieux, menant l'économie britannique avec davantage d'habileté que les autres pays d'Europe, puisque les effets de la Crise de 1929 ont été moins graves en Grande-Bretagne qu'ailleurs.
La citation « La première victime d'une guerre, c'est la vérité », souvent attribuée à l'écrivain Rudyard Kipling, est une phrase écrite par Philip Snowden dans la préface d'un livre du pacifiste Edmund Dene Morel, dénommé Truth and the War (1916),.